# Rifargia variegata
Rifargia variegata är en fjärilsart som beskrevs av Paul Dognin 1924. Rifargia variegata ingår i släktet Rifargia och familjen tandspinnare. Inga underarter finns listade.